# Guru (rapero)
Keith Elam (Boston, Massachusetts, 17 de julio de 1961 - Nueva York, 19 de abril de 2010), más conocido como Guru, fue un rapero estadounidense conocido por formar parte del dúo Gang Starr junto con DJ Premier. Es considerado uno de los pioneros de la fusión entre el jazz y el rap.

## Comienzos

### Gangstarr
Guru, con Gang Starr, participó en varios álbumes clásicos de hip hop de la década de los 90 como Step in the Arena (1991) y Daily Operation (1992). Su estilo con las rimas es deliberadamente suave y modesto, y de gran habilidad. Jeru the Damaja y Group Home, unos de sus raperos protegidos, son unos grandes admiradores de Guru, al igual que muchos raperos jóvenes. El propio Guru con DJ Premier produjeron su álbum debut, The Sun Rises in the East, en 1994.
En 1993, Guru lanzó su primer álbum en solitario, titulado Jazzmatazz, Vol. 1. En él colaboraban Donald Byrd, N'Dea Davenport, MC Solaar y Roy Ayers, mientras que en su segundo LP, Jazzmatazz, Vol. 2: The New Reality, lo hacían Ramsey Lewis, Branford Marsalis y Jamiroquai. Aunque los álbumes Jazzmatazz fueron considerados de lo mejor de los 90,  sus siguientes trabajos: Jazzmatazz, Vol. 3: Streetsoul (2000) y Baldhead Slick & Da Click (2001) por su molestia hacia el hip hop "marketing" que el hip hop es una cultura no un comercio.
Sin embargo, los recientes álbumes de Gang Starr han seguido dándole ese crédito que se ganó a finales de los 80 y principios de los 90, y aún sigue teniendo muchos admiradores fieles. El prominente rapero underground de Boston Mr. Lif con frecuencia cita a Guru como una principal influencia estilística. Guru aparece en el álbum Black Dialogue (2005) de The Perceptionists, el grupo de Mr. Lif.
Guru en varias rimas ha citado que su nombre es un acrónimo de "Gifted, Unlimited, Rhymes Universal" o "God is Universal, He is the Ruler Universal", ambas son referencias a las enseñanzas de la Nación de los Dioses y las Tierras.
Falleció el 19 de abril de 2010 víctima de cáncer. Desde marzo de ese mismo año permanecía en coma.

## Colaboraciones
• Donald Byrd Lougin' (Jazzmatazz Volume 1, 1993)
• N'Dea Davenport When You're Near (Jazzmatazz Volume 1, 1993)
• Branford Marsalis Transit Ride (Jazzmatazz Volume 1, 1993)
• Ronny Jordan No Time To Play (Jazzmatazz Volume 1, 1993)
• DC Lee (cantante) No Time To Play (Jazzmatazz Volume 1, 1993)
• Lonnie Liston Smith Down The Backstreets (Jazzmatazz Volume 1, 1993)
• N'Dea Davenport Trust Me (Jazzmatazz Volume 1, 1993)
• Gary Barnacle Slicker Than Most (Jazzmatazz Volume 1, 1993)
• MC Solaar Le Bien, Le Mal (Jazzmatazz Volume 1, 1993)
• Carleen Anderson Sights In The City (Jazzmatazz Volume 1, 1993)
• Courtney Pine Sights In The City (Jazzmatazz Volume 1, 1993)
• Baybe (cantante) Lifesaver (Jazzmatazz: The New Reality, 1995)
• Sweet Sable Living In This World (Jazzmatazz: The New Reality, 1995)
• Mica Paris Living In This World (Jazzmatazz: The New Reality, 1995)
• Chaka Khan Skit A (Interlude) / Watch What You Say (Jazzmatazz: The New Reality, 1995)
• Branford Marsalis Skit A (Interlude) / Watch What You Say (Jazzmatazz: The New Reality, 1995)
• Meshell Ndegeocello For You (Jazzmatazz: The New Reality, 1995)
• Kenny Garrett For You (Jazzmatazz: The New Reality, 1995)
• Donald Byrd Insert A (Mental Relaxation) / Medicine (Jazzmatazz: The New Reality, 1995)
• Ini Kamoze Insert A (Mental Relaxation) / Medicine (Jazzmatazz: The New Reality, 1995)
• Darren Galea Lost Souls (Jazzmatazz: The New Reality, 1995)
• Jay Kay Lost Souls (Jazzmatazz: The New Reality, 1995)
• Stuart Zender Lost Souls (Jazzmatazz: The New Reality, 1995)
• Wallace Collins Lost Souls (Jazzmatazz: The New Reality, 1995)
• Shara Nelson Insert B (The Real Deal) / Nobody Knows (Jazzmatazz: The New Reality, 1995)
• Jan Kincaid Insert B (The Real Deal) / Nobody Knows (Jazzmatazz: The New Reality, 1995)
• Bahamadia Respect The Architech (Jazzmatazz: The New Reality, 1995)
• Ramsey Lewis Respect The Architech (Jazzmatazz: The New Reality, 1995)
• Brian Holt (cantante) Respect The Architech (Jazzmatazz: The New Reality, 1995)
• Paul Ferguson Feel The Music (Jazzmatazz: The New Reality, 1995)
• Baybe (cantante) Feel The Music (Jazzmatazz: The New Reality, 1995)
• DJ Sean-ski Young Ladies (Jazzmatazz: The New Reality, 1995)
• Big Shug (rapero) Young Ladies (Jazzmatazz: The New Reality, 1995)
• Kenny Garrett Young Ladies (Jazzmatazz: The New Reality, 1995)
• Reuben Wilson Young Ladies (Jazzmatazz: The New Reality, 1995)
• Brian Holt (cantante) Young Ladies (Jazzmatazz: The New Reality, 1995)
• Patra (cantante) Young Ladies (Jazzmatazz: The New Reality, 1995)
• Kool Keith Young Ladies (Jazzmatazz: The New Reality, 1995)
• Donald Byrd The Traveler (Jazzmatazz: The New Reality, 1995)
• Brian Holt (cantante) Count Your Blessings (Jazzmatazz: The New Reality, 1995)
• Bernard Purdie Count Your Blessings (Jazzmatazz: The New Reality, 1995)
• Courtney Pine Choice Of Weapons (Jazzmatazz: The New Reality, 1995)
• DC Lee (cantante) Choice Of Weapons (Jazzmatazz: The New Reality, 1995)
• Gus Da Vigilante Choice Of Weapons (Jazzmatazz: The New Reality, 1995)
• Denis Mitchell Choice Of Weapons (Jazzmatazz: The New Reality, 1995)
• Freddie Hubbard Something In The Past (Jazzmatazz: The New Reality, 1995)
• Ronny Jordan Skit B (Alot On My Mind) / Revelation (Jazzmatazz: The new Reality, 1995)
• Angie Stone Keep Your Worries (Streetsoul, 2000)
• Donell Jones Hustlin' Daze (Streetsoul, 2000)
• Macy Gray All I Said (Streetsoul, 2000)
• Bilal Certified (Streetsoul, 2000)
• Erykah Badu Plenty (Streetsoul, 2000)
• The Roots Lift Your First (Streetsoul, 2000)
• Kelis Supa Love (Streetsoul, 2000)
• Craig David No More (Streetsoul, 2000)
• Big Shug (rapero) Where' My Ladies (Streetsoul, 2000)
• Isaac Hayes Night Vision (Streetsoul, 2000)
• Les nubiens Who's There? (Streetsoul, 2000)
• Junior Reid Mashin' Up Da World (Streetsoul, 2000)
• Prodigal Son (cantante) Mashin' Up Da World (Streetsoul, 2000)
• Herbie Hancock Timeless (Streetsoul, 2000)
• Mendoughza Back 2 Back (Baldhead & Slick The Click, 2001)
• Edo G (productor) Rollin' Dolo (Baldhead & Slick The Click, 2001)
• Big Shug (rapero) Rollin' Dolo (Baldhead & Slick The Click, 2001)
• Krumbsnatcha (rapero) Rollin' Dolo (Baldhead & Slick The Click, 2001)
• Ice T Underground Connections (Baldhead & Slick The Click, 2001)
• Suspectz (rapero) Underground Connections (Baldhead & Slick The Click, 2001)
• Kaeson (cantante) Niggaz Know (Baldhead & Slick The Click, 2001)
• Gold D (rapero) Niggaz Know (Baldhead & Slick The Click, 2001)
• Treach Niggaz Know (Baldhead & Slick The Click, 2001)
• Black Jesus (rapero) In Here (Baldhead & Slick Te Click,  2001)
• Timbo King In Here (Baldhead & Slick The Click, 2001)
• Killa Priest In Here (Baldhead & Slick The Click, 2001)
• Kapital Gainz The Come Up (Baldhead & Slick The Click, 2001)
• Kreme.com The Come Up (Baldhead & Slick The Click, 2001)
• Tef (rapper) O.G. Talk (Baldhead & Slick The Click, 2001)
• Don Pharmaza O.G. Talk (Baldhead & Slick The Click, 2001)
• Kaseon (rapero) Pimp Shit (Baldhead & Slick The Click, 2001)
• Kreme.com Pimp Shit (Baldhead & Slick The Click, 2001)
• Bless (rapero) Never Ending Saga (Baldhead & Slick The Click, 2001)
• Lae D-Triga Never Ending Saga (Baldhead & Slick The Click, 2001)
• New Child War Tactics (Baldhead & Slick The Click, 2001)
• James Gotti War Tactics (Baldhead & Slick The Click, 2001)
• Hussein Fatal War Tactics (Baldhead & Slick The Click, 2001)
• Killa Kaine Collectin' Props (Baldhead & Slick The Click, 2001)
• Mr Moe (rapero) Collectin' Props (Baldhead & Slick The Click, 2001)
• Pete Powers Collectin' Props (Baldhead & Slick The Click, 2001)
• Squala Orphan Revolutionist (Baldhead & Slick The Click, 2001)
• Blick Street (rapero) Revolutionist (Baldhead & Slick The Click, 2001)
• Lae D-Trigga No Grease (Baldhead & Slick The Click, 2001)
• Mendoughza No Grease (Baldhead & Slick The Click, 2001)
• New Child No Grease (Baldhead & Slick The Click, 2001)
• Smitty (rapero) How You Gonna Be A Killa (Baldhead & Slick The Click, 2001)
• Big Shug (rapero) Stay Outta My Face (Baldhead & Slick The Click, 2001)
• Hannibal Staxx Stay Outta My Face (Baldhead & Slick The Click, 2001)
• Solar (cantante) False Prophets (Guru Version 7.0- The Street Scriptures, 2005)
• Solar (cantante) Step In The Arena (I'm Sayin') (Guru Version 7.0- The Street Scriptures, 2005)
• Solar (cantante) Don Status (Guru Version 7.0- The Street Scriptures, 2005)
• Styles P Don Status (Guru Version 7.0- The Street Scriptures, 2005)
• Solar (cantante) Cave In (Guru Version 7.0- The Street Scriptures, 2005)
• Solar (cantante) Surviving The Game (Guru Version 7.0- The Street Scriptures, 2005)
• Solar (cantante) Hall Of Fame (Guru Version 7.0- The Street Scriptures, 2005)
• Solar (cantante) Talk To Me (Guru Version 7.0- The Street Scriptures, 2005)
• Jaguar Wright Talk To Me (Guru Version 7.0- The Street Scriptures, 2005)
• Solar (cantante) Hood Dreamin (Guru Version 7.0- The Street Scriptures, 2005)
• Solar (cantante) Too Dark Too See (Guru Version 7.0- The Street Scriptures, 2005)
• Solar (cantante) Power, Money And Influence (Guru Version 7.0- The Street Scriptures, 2005)
• Jean Grae Power, Money And Influence (Guru Version 7.0- The Street Scriptures, 2005)
• Talib Kweli Power, Money And Influence (Guru Version 7.0- The Street Scriptures, 2005)
• Solar (cantante) Kingpin (Guru Version 7.0- The Street Scriptures, 2005)
• Solar (cantante) Fa Keeps (Guru Version 7.0- The Street Scriptures, 2005)
• Solar (cantante) Real Life (Guru Version 7.0- The Street Scriptures, 2005)
• B-Real Real Life (Guru Version 7.0- The Street Scriptures, 2005)
• Solar (cantante) Feed The Hungry (Guru Version 7.0- The Street Scriptures, 2005)
• Solar (cantante) Talkin' Loud And Frontin (Guru Version 7.0- The Street Scriptures, 2005)
• Solar (cantante) Open House (Guru Version 7.0- The Street Scriptures, 2005)
• Solar (cantante) I Gotta... (Guru Version 7.0- The Street Scriptures, 2005)
• Solar (cantante) What's My Life? (Guru Version 7.0- The Street Scriptures, 2005)
• Slum Village Cuz I'm Jazzy (Guru's Jazzmatazz Vol. 4: The Hip Hop Jazz Messenger: Back To The Future, 2007)
• Common State Of Clarity (Guru's Jazzmatazz Vol. 4: The Hip Hop Jazz Messenger: Back To The Future, 2007)
• Bob James State Of Clarity (Guru's Jazzmatazz Vol. 4: The Hip Hop Jazz Messenger: Back To The Future, 2007)
• Damian Marley Stand Up (Guru's Jazzmatazz Vol. 4: The Hip Hop Jazz Messenger: Back To The Future, 2007)
• Kem (cantante) Connection (Guru's Jazzmatazz Vol. 4: The Hip Hop Jazz Messenger: Back To The Future, 2007)
• Vivien Greene Fine And Free (Guru's Jazzmatazz Vol. 4: The Hip Hop Jazz Messenger: Back To The Hip Hop, 2007)
• Raheem Davaughn Wait On Me (Guru's Jazzmatazz Vol. 4: The Hip Hop Jazz Messenger: Back To The Future, 2007)
• Bobby V International (Guru's Jazzmatazz Vol. 4: The Hip Hop Jazz Messenger: Back To The Future, 2007)
• Ronnie Laws This Is Art (Guru's Jazzmatazz Vol. 4: The Hip Hop Jazz Messenger: Back To The Future, 2007)
• Dionne Farris Fly Magnetic (Guru's Jazzmatazz Vol. 4: The Hip Hop Jazz Messenger: Back To The Future, 2007)
• Omar The Jazz Style (Guru's Jazzmatazz Vol. 4: The Hip Hop Jazz Messenger: Back To The Future, 2007)
• Shelley Harland Follow The Signs (Guru's Jazzmatazz Vol. 4: The Hip Hop Jazz Messenger: Back To The Future, 2007)
• Blackalicious Infinite (Guru's Jazzmatazz Vol. 4: The Hip Hop Jazz Messenger: Back To The Future, 2007)
• Caron Wheeler Kisses The World (Guru's Jazzmatazz Vol. 4: The Hip Hop Messenger: Back To The Future, 2007)
• David Sanborn Living Legend (Guru's Jazzmatazz Vol. 4: The Hip Hop Messenger: Back To The Future, 2007)
• K Born (cantante) Read Between Tha Lines (Guru 8.0 Lost And Found, 2009)
• High Power Read Between Tha Lines (Guru 8.0 Lost And Found, 2009)
• Solar (cantante) Read Between Tha Lines (Guru 8.0 Lost And Found, 2009)
• Solar (cantante) After Time (Guru 8.0 Lost And Found, 2009)
• Solar (cantante) 6 Ciper (Guru 8.0 Lost And Found, 2009)
• K Born (cantante) 6 Ciper (Guru 8.0 Lost And Found, 2009)

## Discografía

### Solitario
- Jazzmatazz, Vol. 1 (1993)
- Jazzmatazz, Vol. II: The New Reality (1995)
- Jazzmatazz, Vol. III: Streetsoul (2000)
- Baldhead Slick & Da Click (2001)
- Version 7.0: The Street Scriptures (2005)
- Jazzmatazz, Vol IV (2007)
- "guru 8.0,:lost &found(201?)

### Con Gang Starr
- No More Mr. Nice Guy (1989)
- Step in the Arena (1991)
- Daily Operation (1992)
- Hard to Earn (1994)
- Moment of Truth (1998)
- Full Clip: A Decade of Gang Starr (1999)
- The Ownerz (2003)
- One Of The Best Yet (2019)

## Filmografía
- Grand Theft Auto: Liberty City Stories 2005 como 8-Ball.
- Kung Faux 2003 como Voice Over/Various.
- Urban Massacre 2002 como Cereal Killah.
- Grand Theft Auto III 2001 como 8-Ball.
- 3 A.M. 2001 como Hook-Off.
- Train Ride 2000 como Jay.
- The Substitute 2: School's Out 1998 como Little B.
- Who's the Man? 1993 como Martin Lorenzo.